# 121332 Jasonhair
121332 Jasonhair este o planetă minoră (asteroid), cu un diametru de 5,227 km, din centura de asteroizi. A fost descoperită pe 29 septembrie 1999 la Catalina Station⁠(d) de Catalina Sky Survey. 
Obiectul prezintă o orbită caracterizată de o semiaxă mare de 3,1538573478941 UAi, o excentricitate de 0,13, o înclinație de 4,1 ° în raport cu ecliptica.